# Abdul Ghafur Breshna
Abdul Ghafur Breshna (paschtunisch عبدالغفور برېښنا‎, persisch عبدالغفور برشنا‎; * 10. April 1907 in Kabul; † 4. Januar 1974 ebenda) war ein afghanischer Künstler, Komponist und Dichter.

## Leben
Mit 14 Jahren ging Abdul Ghafur Breshna nach Deutschland, um an den Kunstakademie München, in Leipzig und an der Universität der Künste Berlin Malerei und Lithographie zu studieren. Dort heiratete er Marguerite Neufeind. 1931 kehrte er mit seiner Ehefrau und seinem Sohn zurück nach Kabul.
Nach seiner Rückkehr wurde er Lehrer und Direktor der Schule für Kunstgewerbe. Später wurde er Generaldirektor der staatlichen Druck- und Verlagsanstalt. Er wurde im Jahr 1943 ehrenamtlicher Direktor der Nedjat-Oberrealschule, als der deutsche Rektor sowie die deutsche Lehrkräfte der Schule das Land verließen.
Im Jahr 1943 wurde er Musikdirektor; er wurde auch Leiter von Radio Afghanistan. Als Generalintendant ermöglichte er, dass erstmals die Stimme einer Frau, nämlich der Sängerin Mermon Parwin, vom afghanischen Rundfunk gesendet wurde.
1968 bekam er das „Große Verdienstkreuz mit Stern der BR Deutschland“ für seine Verdienste um die kulturellen Beziehungen zwischen Deutschland und Afghanistan. Seine Porträts wurden in Afghanistan und im Ausland gezeigt wie in Teheran 1953 und 1966, in Delhi: 1954 und 1974, in Kairo: 1956, in New York: 1957, Moskau: 1965 und 1973, in Peking: 1967, in Sofia: 1967, in Cannes: 1971, in Duschanbe, Tadschikistan: 1972. Als Schriftsteller und Regisseur machte er sich ebenfalls einen Namen: zwischen 1940 und 1953 schrieb er Hörspiele für Radio und Theaterstücke, bei denen er selbst Regie führte.